# Disque microsillon inhabituel
 (février 2023).
- Si vous ne connaissez pas le sujet, laissez ce bandeau (vous pouvez alors contacter les auteurs).
- Si vous supprimez le contenu mis en cause (vous pouvez préalablement contacter les auteurs),

argumentez précisément cette suppression dans la page de discussion
(un manque de référence n'est pas un argument ; une recherche réelle de référence doit avoir été effectuée, être formellement documentée).

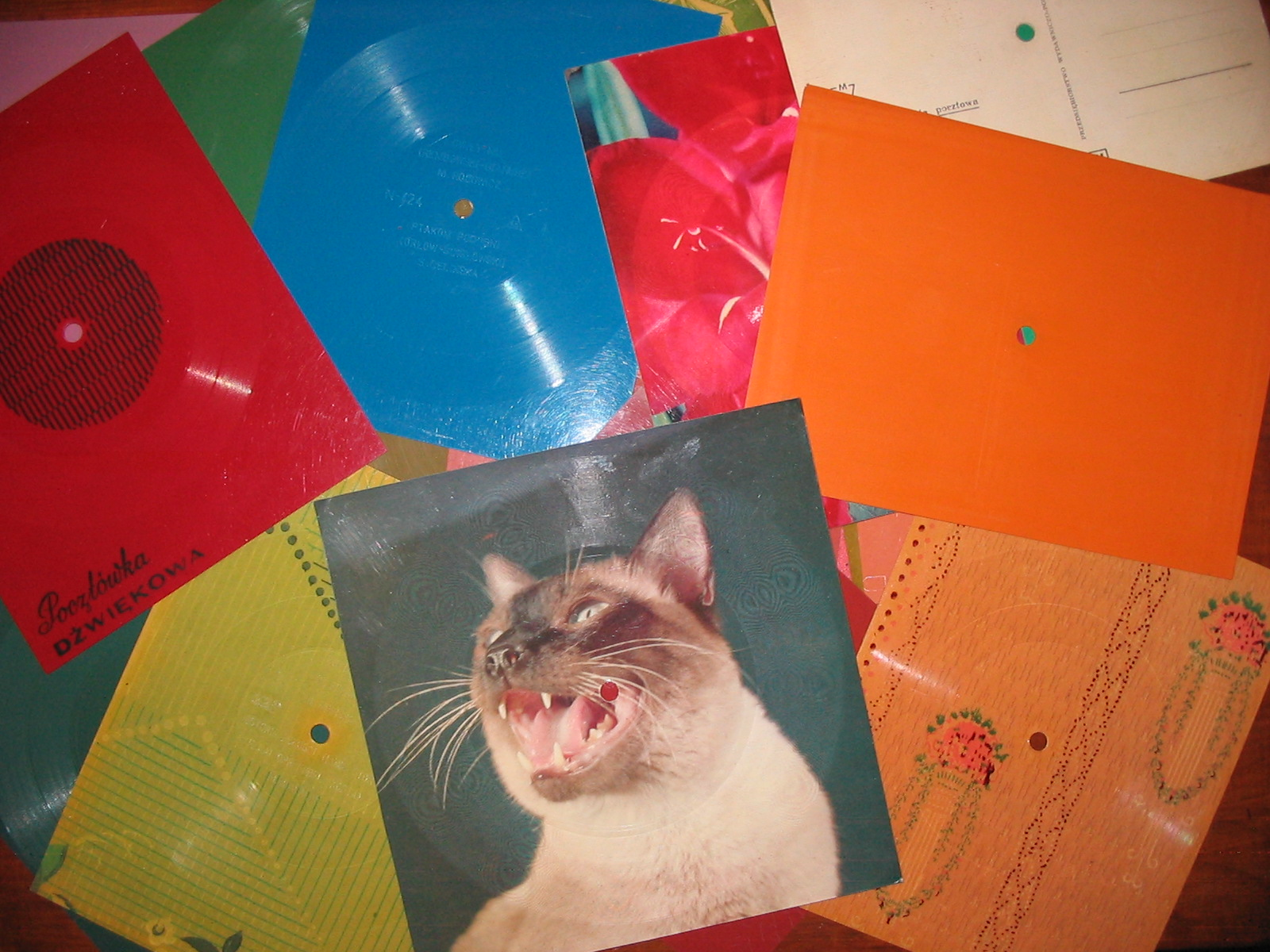
Exemples de disques microsillon inhabituels datant des années 1960 en Pologne : on distingue des cartes postales sonores et des flexidiscs colorés.

Un disque microsillon inhabituel est un support d'enregistrement vinyle possédant des caractéristiques différentes du standard de fabrication des disques vinyles vendus dans le commerce. La plupart de ces disques sont fabriqués pour des occasions particulières et deviennent des collectors.

## Dimensions

Disques singles de 18 et 13 cm.

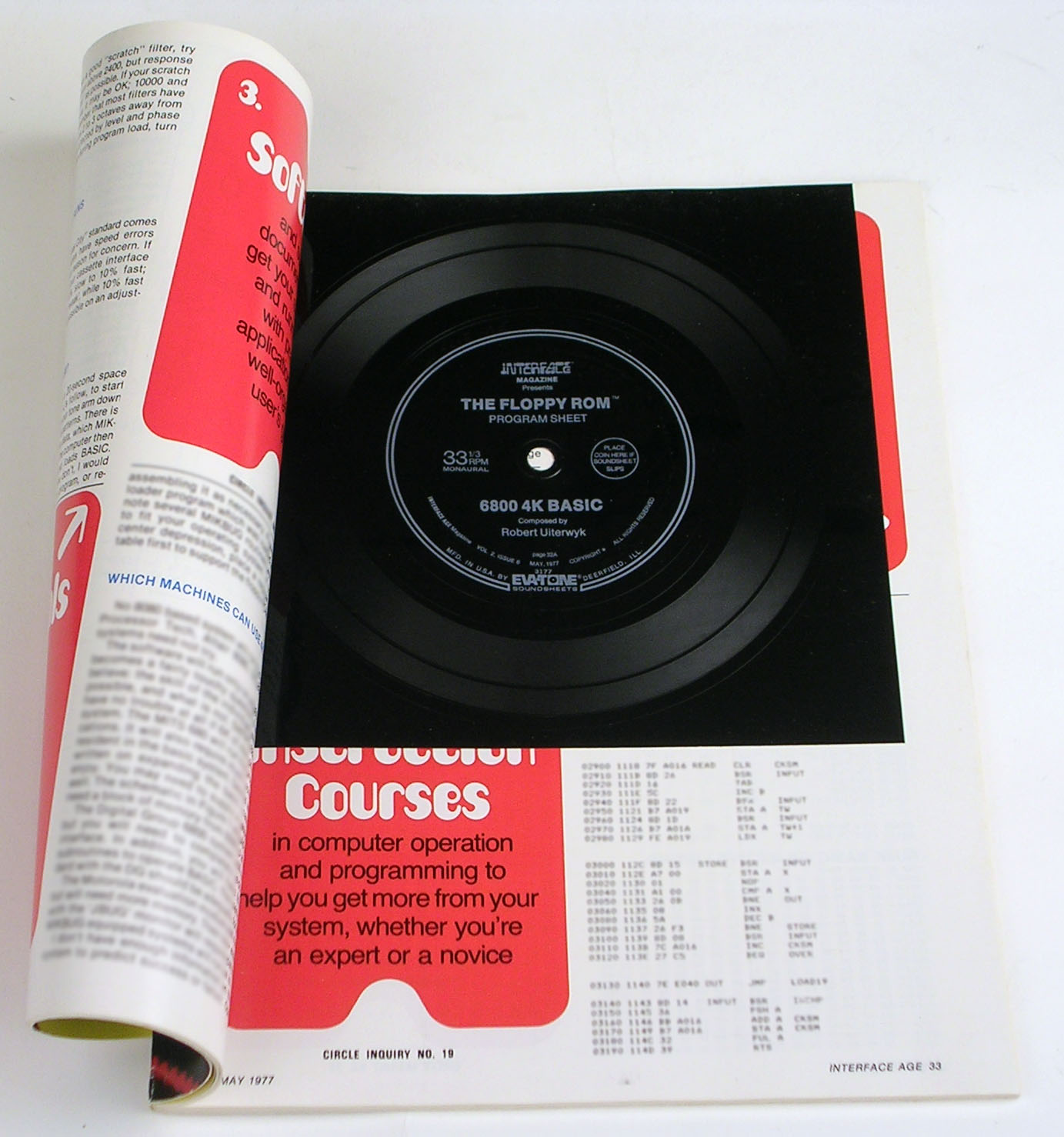
Flexi disc dans un magazine.

La plupart des disques mesurent 17,5 , 25 et 30 cm. D'autres dimensions moins courantes ont été utilisées.
- Disques européens en gomme-laque : dans les trois premières décennies du XXe siècle, plusieurs sociétés européennes, dont la Compagnie générale des machines parlantes Pathé frères, Odeon Records et Fonotipia Records (en), produisirent des enregistrements dans des diamètres divers, comme 21 cm, 25 cm, 27 cm, 29 cm, 35 cm et 50 cm.

- 40,5 cm et 51 cm : des studios de télédiffusion ont utilisé des transcriptions en acétate 78 tours de 40,5 et 51 cm environ (16 et 20 pouces) pour des programmes en différé ou des diffusions pré-enregistrées (Transcription Discs). Ces disques fournissaient jusqu'à 20 minutes de programmation ininterrompue d'une bonne qualité.

- EP 20 cm : des maxis de 20 cm ont été pressés, principalement au Japon dans les années 1980 et 1990 et après 1992 aux États-Unis.

- 78 tours 15 cm et 18 cm : dans les années 1920 à 1940, les disques 78 tours étaient réalisés en gomme-laque cassable (et les disques cassés étaient un accident courant). Dans les années 1950, des disques en plastique incassables furent introduits ; ils furent privilégiés pour les enregistrements pour enfants. Le 78 tours de 18 cm était un format courant, facilement manipulable par des mains d'enfants. Les disques pour enfants Little Golden Records, en plastique jaune vif de 15 cm (6 pouces), étaient également communs aux États-Unis.

- Flexi discs 15, 18, 20 et 22,5 cm : ces disques flexibles étaient populaires au Japon sous le nom de sono shito (sound sheet) et étaient traditionnellement ronds. Dans d'autres parties du monde, les flexi discs étaient généralement carrés et souvent inclus dans un magazine. Par exemple, l'édition de janvier 1979 du National Geographic incluait un disque de chants de baleine intitulé Songs of the Humpback Whale. Avec 10 500 000 exemplaires produits, il s'agissait à l'époque de la plus grande campagne d'impression d'un disque jamais réalisée.

- 13, 15, 22,5, 27 et 32,5 cm : dans les années 1990, des groupes de punk hardcore sortirent des EP vinyles de toute taille, entre 13 cm et 32,5 cm. En 1994, le groupe Nine Inch Nails a également publié une série limitée d'un disque 22,5 cm pour promouvoir leur single March of the Pigs ; le disque possédait deux chansons sur la face A et la gravure du logo de l'album (un mille-pattes) sur la face B.

- 2,5 et 5 cm : Un disque de 2,54 cm de diamètre (1 pouce) a été produit en 2002 par le groupe Spazz (en) sur le label Slap-a-Ham Records. Il contient une piste sur chaque face : Hemorrhoidal Dance of Death (joué à 78 tr/min) et Patches Are for Posers (joué à 33 tr/min). Cette édition est limitée à 14 exemplaires. De façon similaire, le groupe de grindcore japonais Slight Slappers a sorti un disque de 5 cm sur le même label, limité à 666 exemplaires.

- Des disques de forme inhabituelle ont également été produits. Le rainurage était typiquement celui d'un vinyle de 18 cm, mais le disque s'étendait au-delà de ces 18 cm. (Shape Disc)[Quoi ?] ABBA a sorti Thank You for the Music sous la forme du logo du groupe. John Linnell, du groupe They Might Be Giants, a produit le single Montana dont le disque a la forme des États-Unis. Sans oublier Foreigner qui sortit une version de son hit I Want to Know What Love Is sur un disque 45 tours en forme de « F ». D'autres exemples de Shape Disc : Madonna, Mötley Crüe, Bruce Springsteen pour Pink Cadillac, Toto, etc.

## Vitesse
En général, les disques sont destinés à être lus en 33⅓, 45 ou 78 tours par minute.
Le format 7" - 8 tours par minute fut développé avec le soutien de la fondation américaine pour les aveugles. Un disque contenait quatre heures de discours. Ce format fut par la suite distribué dans des magazines sous la forme de disques flexibles de 10 pouces, enregistrés à 8⅓ tours par minute. Le premier magazine à circuler largement dans ce format à destination des aveugles était le U.S. News & World Report. Le service national de bibliothèque pour les aveugles a cessé d'utiliser des disques vinyles pour la distribution de livres et magazines audio en 2001.
Des audiolivres ont été réalisés pour la vitesse 16 2/3 tours par minute, principalement à destination des malvoyants. Pour cette raison, l'inclusion de cette vitesse de lecture sur les platines était obligatoire dans certains pays, même si ces disques étaient rares.
Avant 1920, plusieurs formats existaient, avec des vitesses de lecture allant de 60 à 130 tours par minute (même si la plupart étaient situées entre 72 et 82 tours par minute). Le format 78 tours ne fut pas initialement un standard mondial : les disques américains étaient enregistrés à 78,26 tr/min et les disques européens à 77,92 tr/min.

## Trous
La grande taille des trous des disques 45 tours provient du désir de la Radio Corporation of America d'avoir un système incompatible avec celui de Columbia Records lorsque les vinyles furent introduits sur le marché. En Europe, la plupart des 45 tours à usage personnel possédaient un trou de taille standard, à la différence des États-Unis. En conséquence, de nombreux 7" possédaient au centre un petit trou, dont l'entourage pouvait facilement être détaché, produisant une plus grande ouverture ; cette approche était courante au Royaume-Uni à partir des années 1950 jusqu'au début des années 1980, mais tomba en désuétude ailleurs. Des trous élargis ont également été utilisés dans les jukeboxes, qui plaçaient mécaniquement des disques sur des platines comportant un fuseau conique ; cette dimension réduisait la déformation des disques.
Certains disques acétate vierges comportent des trous multiples (généralement trois ou quatre) pour éviter qu'ils glissent pendant la découpe.
Le disque Pagan Muzak (en) (1978) de NON est un 45 tours simple face possédant plusieurs sillons sans fin et deux trous centraux. L'édition originale était livrée avec des instructions incitant l'auditeur à percer plus de trous dans le disque.

## Sillons

### Sillons sans fin
Presque tous les disques possèdent un sillon sans fin (locked groove en anglais) : il s'agit de la boucle silencieuse située en bout de chaque face, qui empêche le diamant de dériver vers le centre du disque. Cependant, il est possible d'enregistrer du son sur ce sillon et plusieurs artistes y ont inclus des boucles audio, consistant en une forme de morceau caché. La première piste utilisant cette technique est probablement située à la fin de Sgt. Pepper's Lonely Hearts Club Band des Beatles (1967). The Who placèrent une fausse publicité pour leur label, Track Records, sur The Who Sell Out. Sur l'album Dog Problems (en) du groupe The Format, le larsen à la fin de If Work Permits continue dans le sillon sans fin où il se répète. Le premier album de Godspeed You! Black Emperor, F#A#∞, possède une phrase se répétant à la fin de Bleak, Uncertain, Beautiful.... L'album de Stereolab Transient Random-Noise Bursts With Announcements se termine par la chanson Lock Groove Lullaby qui, comme son nom le suggère, s'étend sur le sillon sans fin.
Un autre exemple de sillon sans fin se trouve sur certaines éditions de l'album d' Abba Supertrouper, en fin de face B, sur le final du titre The Way All Friends Do et qui propose un prolongement des applaudissements du public dans le LokedGroove.
Le concept a été étendu à la production de disques entièrement constitués de sillons sans fin circulaires, collections de boucles sonores infinies d'une durée limitée à une révolution du disque. Le label RRRecords a publié un 45 tours intitulé RRR-100 (avec 100 sillons) et un 33 tours nommé RRR-500 (avec 500 sillons). Le groupe canadien Legion of Green Men a créé plusieurs disques et remixes contenant ce qu'il appelle des Eternal Opuscules, plages rythmiques et chansons qui se jouent sans fin à la fin d'une face. Il existe également des disques de musique électronique contenant de tels sillons qui, enregistrés à 133⅓ tr/min et joués à 33⅓ tr/min, répètent continuellement un rythme et une phrase musicale, pouvant être utilisés par un DJ.
Jean-Christophe Menu a publié une étude sur ce concept : Lock Groove Comix (L'Association, coll. « Mimolette », 2008).

### Sillons parallèles
Il est possible de graver un disque possédant deux ou plusieurs sillons entrelacés distincts sur chaque face. Suivant l'endroit où le diamant est posé, il entrera plus ou moins aléatoirement dans l'un ou l'autre des sillons. Les Monty Python ont exploité cette possibilité sur Matching Tie and Handkerchief. Sur l'album de Tool, Opiate, la face B possède un double sillon jouant alternativement la première piste de la face ou la piste cachée de la version CD. L'édition d'été 1980 de Mad Magazine incluait un flexi disc possédant huit sillons entrelacés, chaque piste possédant la même chanson d'introduction mais une fin différente. Plusieurs 45 tours du groupe The Shins ont des sillons parallèles. Le groupe None of Your Fucking Business a publié un 45 tours simple face appelé Escapes from Hell avec deux sillons débutant au centre et se terminant à l'extérieur du disque ; l'un des sillons est lu à 45 tours, l'autre à 33 tours. Le premier album de Johnny Moped, Cycledelic, possède une piste principale et un sillon parallèle intitulé « 0. Mystery Track » sur la jaquette. Le single 30 cm de De La Soul, Me Myself and I (en), possède deux sillons sur la face B ; le premier est constitué de deux remixes de Me Myself and I et le deuxième contient Brain Washed Follower. Le 45 tours Rends-moi ma fleur de Poupougne et Chloé (Vogue 1970 ref V. 45. 1705) comporte 2 sillons parallèles sur la Face A avec 2 versions du morceau, tout comme une version Double sillon du titre disco Pop Muzyk' du groupe M sorti chez EMI en 1979, et disponible uniquement en version maxi 45 t.

### Enregistrements en sens inverse
Quasiment tous les disques analogiques sont enregistrés avec une vitesse angulaire constante ; la vitesse linéaire est donc décroissante quand le diamant progresse vers le centre du disque. En conséquence, la distorsion sonore est accrue vers le centre, particulièrement pour les volumes élevés. Comme le volume d'une piste de musique classique a souvent tendance à augmenter au cours de son exécution, il a été suggéré de jouer les disques en sens inverse, en débutant par le centre et en terminant par le bord. Quelques enregistrements de ce genre ont été produits, mais restent au rang de curiosités.
À la fin des années 1920 et au début des années 1930, quelques studios de cinéma ont utilisé des disques pour enregistrer la bande sonore de leurs films. La plupart de ces disques se jouaient depuis l'intérieur vers l'extérieur, car la synchronisation du son et de l'image semblait plus aisée de la sorte.
En 1977, Mercury Records a publié un album promotionnel appelé Counter-Revolutions qui se jouait depuis le centre et possédait un sillon sans fin sur le bord. En 1985, Memory Records a sorti une édition limitée du single Talking to the Night de Brian Ice se jouant également dans ce sens. En 1993, le groupe Megadeth a édité le single Sweating Bullets sur un vinyl bleu 12" dont les deux faces se lisent en sens inverse.

### Formats stéréophoniques originaux
Avant le développement des systèmes stéréo à simple sillon vers 1957, au moins une société, Cook Records (en), a publié un certain nombre d'enregistrements apparentés aux techniques binaurales. Chaque face contenait deux longues pistes continues, l'une pour le canal gauche, l'autre pour le canal droit. Ces disques devaient être lus grâce à un adaptateur dédié permettant à deux têtes de lecture d'être montées ensemble, avec le bon écartement, sur le même bras. Seuls quelques enregistrements furent produits.

### Formats quadriphoniques
Les disques quadriphoniques présentent quatre canaux audio, nécessitant un équipement spécialisé pour reproduire les deux canaux additionnels présents sur le sillon. Boudés par le grand public, ils n'ont été commercialisés que dans la première moitié des années 1970 (voir Disque microsillon#Disques vinyles quadriphoniques)

### Disques résistant aux vibrations
Highway Hi-Fi (en) est un système propriétaire de disques et de lecteurs destiné au marché automobile et utilisant une vitesse plus lente que la norme et une pression du stylet accrue.

### Disques Trimicron
Développé au milieu des années 1970 par MDR (Magnetic Disc Recording), le disque Trimicron connaît un succès notable, bien qu'éphémère[réf. nécessaire]. Le principe est de supprimer le sillon intervalle séparant chaque spire à chaque tour. En moyenne, cet espace correspond à l'espace occupé par deux sillons, et de ce fait, la suppression de cet espace triple la durée des enregistrements gravés (en moyenne cinquante-cinq minutes sur une face de 33 tours). Initialement destiné aux amateurs de musique classique lassés de devoir retourner leur disque 33 tours préféré au beau milieu de l'œuvre enregistrée, le procédé est présenté par le docteur Rabe, mélomane à ses heures perdues. Ainsi, on peut trouver l'intégralité des Six concertos brandebourgeois sur un seul et même album 33 tours. Cependant, ce procédé révolutionnaire souffre tout de même d'un problème de taille : une gravure plus fine implique la baisse de la dynamique et du signal enregistré de près de quarante pour cent. Il faut donc se munir de platines silencieuses et équipées de diamants neufs et de très haute performance. Les disques « triple durée Trimicron » étant de nos jours rares, surtout en bon état, leur cote de collection ne fait qu'augmenter au fil du temps. Un catalogue de presque trente disques Trimicron existe cependant, et rares sont les exemplaires encore en très bon état d'écoute de nos jours.

## Matériaux du support

### Disque en chocolat
Vers 1903, une firme allemande de confiserie, Stollwerck (en), a commercialisé des disques en chocolat noir destinés aux enfants. Il fallait les écouter sur des phonographes jouets car la pression était moindre. Limité à quelques écoutes, le disque était alors mangeable. Cette firme passa un accord avec le fabricant français Kratz-Boussac (les « Jeux K-B »), qui fournissait les petits phonographes sous la marque Euréka. Stollwerck fournissait aussi bien entendu des disques en cire dure classiques.

### Disque en carton
La carte postale illustrée sert dès les années 1900 de support sonore, et connaît son âge d'or dans les années 1950.
Fin des années 1950, début des années 1960, en parallèle à la fabrication des disques souples, il n'était pas rare de voir des « CardBoard », disques de carton recouverts d'une laque spéciale, d'un format maximal de 18 cm (7 pouces) et tournant en 33 ou 45 tours. Les grands groupes industriels en ont vite compris l'intérêt publicitaire, tout comme avec les disques souples. Ainsi, des firmes américaines de fabrication d'emballages de céréales et produits destinés aux enfants proposaient la possibilité d'insérer sur l'emballage un disque à découper dont le support était fait du carton d'emballage recouvert d'une laque spéciale. Le client qui achetait cet emballage devait par la suite découper le disque sur le carton, y percer un trou, et pouvait ainsi écouter presque trois minutes de son. Certaines maisons de disques, par souci d'économie, y ont eu recours pendant quelque temps mais elles se sont vite rendu compte du caractère fragile de ce procédé. On utilisait ce type de disque pour les éditions américaines des enregistrements de Noël du groupe britannique The Beatles offerts à leur fan-club. En France, la société Monsavon, entre autres, a produit plusieurs exemplaires d'emballages comportant un disque 45 tours.